# Ханство
Ханството е държава, управлявана от хан, хаган или хатун. Най-често ханства са били номадските тюркски, монголски и татарски народи в Евразийската степ. В политическо отношение то е близко до вождеството и феодалната монархия. Ханствата са организирани на племенен принцип, при който вождовете са придобивали властта и подкрепата си чрез лоялността на своите войници, а финансирането на държавата е идвало главно от налагането на данъци върху васали. Хаганатът е голяма номадска държава, включваща в себе си и подчиняваща няколко ханства. Хаган се превежда като „хан на хановете“ и статутът му грубо съответства на този на император.